# Шляпентох Володимир Емануїлович
Володимир Емануїлович Шляпентох (англ. Vladimir Shlapentokh; нар. 19 жовтня 1926, Київ, Українська РСР — пом. 6 жовтня 2015; Іст-Лансінг, Мічиган, США) — радянський і американський (з 1979) соціолог.

## Біографія
Закінчив історичний факультет Київського університету і Московський статистичний інститут. Кандидат економічних наук (1956, дисертація «Критика реакційних „теорій“ сучасних мальтузианцев»). З початку 1960-х років працював в новосибірському Академмістечку, в Інституті економіки і організації промислового виробництва, потім в Інституті соціологічних досліджень АН СРСР. Доктор економічних наук (1966, дисертація «Економетрика та теорії економічної динаміки», ІСЕМВ).
Після еміграції до США був професором Університету штату Мічиган. З 1986 року — громадянин США.

## Родина
- Донька — математик Олександра Шляпентох (нар.. 1960), професор відділення математики Східно-Каролінського університету[5]. Її чоловік — економіст Філіп Аллан Ротман (нар. 1958), професор відділення економіки Східно-Каролінського університету[6].
  - Онук — математик Яків Мордехай Шляпентох-Ротман (нар.. 1989)[7][8].
- Син — історик і політолог Дмитро Шляпентох (нар. 1950), доцент Індіанського університету[en][9].

## Праці
Автор близько 30 книг. Здобув популярність завдяки прикладним соціологічним дослідженням друку і масових комунікацій, аналізу проблем достовірності і репрезентативності соціологічних даних, дослідженням соціальної структури радянського суспільства і теорії тоталітаризму.

### Вибрані публікації
- Критика сучасного мальтузианства. — М: Видавництво Московського університету, 1958.
- Деякі проблеми політичної економії. — Новосибірськ: Новосибірський державний університет, 1965.
- Економетрика та проблеми економічного зростання (Макромоделювання в роботах буржуазних економістів). — М: Думка, 1966. — 223 с.
- Як сьогодні вивчають завтра: Сучасні методи соціального прогнозування. — М: Радянська Росія, 1973.
- Відкриваючи Америку: Листи друзям в Москву. — Tenafly: Ермітаж, 1990.
- Страх і дружба в нашому тоталітарному минулому. — СПб: Изд-во журн. «Зірка», 2003. — 254 с. — ISBN 5942140480
- Проблеми якості соціологічної інформації: достовірність, репрезентативність, прогностичний потенціал. — М.: ЦСП, 2006.
- Сучасна Росія як феодальне суспільство. Новий ракурс пострадянської ери. — М.: Столиця-Принт, 2008[12].
- Російський інтелігент Фелікс Розкольників [Архівовано 19 січня 2021 у Wayback Machine.] // Політ.ру. 21.08.2008
- Наступник, яких ще не було (Про вибори 2000 року) [Архівовано 4 лютого 2021 у Wayback Machine.]

- Love, Marriage, and Friendship in the Soviet Union: Ideals and Practices. — New York: Praeger, 1984.
- Soviet public opinion and ideology: mythology and pragmatism in interaction. — New York: Praeger, 1986.
- The politics of sociology in the Soviet Union. — Boulder: Westview Press, 1987.
- Soviet ideologies in the period of glasnost: responses to Brezhnev's stagnation. — New York: Praeger, 1988 (з Д. Шляпентохом).
- Public and private life of the Soviet people: changing values in post-Stalin Russia. — New York: Oxford University Press, 1989.
- Soviet Intellectuals and Political Power. — Princeton: Princeton University Press, 1990.
- Soviet cinematography, 1918—1991: ideological conflict and social reality. — New York: A. de Gruyter, 1993 (з Д. Шляпентохом).
- The new Ukrainian diaspora: Russian minorities in the former Soviet republics. — Armonk: M. E. Sharpe, 1994 (з Е. Паиным і М. Сендичем).
- The New Elite In Post-Communist Eastern Europe / Ed. by V. Shlapentokh, Ch. Vanderpool, and B. Doktorov. — Texas: Texas A&M University Press, 1999.
- A Normal Totalitarian Society. — Armonk: N. Y.: M. E. Sharpe, 2001.
- America: sovereign defender or cowboy nation? — Ashgate, 2005.
- Fear in contemporary society: its negative effects and positive. — New York: Palgrave Macmillan, 2006.
- Contemporary Russia as a Феодального Society: A New Perspective on the Post-Soviet Era. — New York: Palgrave Macmillan, 2007.
- The Soviet Union: internal and external perspectives on Soviet society. — Palgrave Macmillan, 2008.
- Freedom, repression, and private property in Russia. — Cambridge University Press, 2013.
- Restricting freedoms: limitations on the individual in contemporary America. — Transaction Publishers, 2013.
- Power and inequality in interpersonal relation. — Transaction Publishers, 2015.